# 穆翰
穆翰（?—?），中國南北朝時期北魏宜都丁公穆崇之子。穆遂留、穆觀之弟、穆顗之兄。

## 生平
穆翰被封為平原鎮將、西海王。薨後由其子穆龍兒承襲其爵位，被降為西海公。